# Jakob Odenthal (Pfarrer)
Jakob Odenthal, auch Jacob Odenthal, (* 9. Februar 1858 in Bergisch Gladbach; † 26. Juni 1921 in Düren) war ein deutscher Priester.
1878 machte der Sohn eines reichen Landwirtes sein Abitur am Kölner Friedrich-Wilhelm-Gymnasium. Danach begann er sein Theologiestudium in Bonn. Sein Studium musste er in Eichstätt abschließen, da das Priesterseminar in Köln wegen des Kulturkampfes geschlossen war. 
Odenthal empfing am 26. März 1882 in Eichstätt (Bayern) die Priesterweihe. 15 Jahre lang war er Kaplan in der Pfarre St. Mariä Himmelfahrt in Mülheim an der Ruhr. Danach war er dort drei Jahre lang Rektor des neuen Herz-Jesu-Rektorates, das 1901 zur Pfarre erhoben wurde. Am 23. Mai 1906 kam er nach Düren. Dort wurde er Pfarrer an der Marienkirche. Er schrieb zur Einweihung des Erweiterungsbaues der Marienkirche, der von ihm initiiert worden war, 1915 die Festschrift: „Bethanien in Düren“. Am 24. September 1916 wurde Odenthal als Oberpfarrer an der Annakirche eingeführt.
In seiner Biografie wurde er wie folgt beschrieben:

„Unvergesslich bleibt, wie er durch das Gotteshaus schritt oder auf der Kanzel stand mit seiner Riesenlänge, alle um Haupteslänge überragend, der einzige wohl in Düren, der noch nach alter Väter Sitte Schaftstiefel trug.“

Odenthal war ein großer Prediger und ein für diese Zeit seltener Weltenbummler. Er reiste viel und schrieb darüber. Mit den Schriften finanzierte er weitere Reisen.
Am 6. März 1956 wurde die bisher mit „Schweringstraße“ bezeichnete Straße in der Siedlung Muttergotteshäuschen in „Odenthalstraße“ umbenannt.